# It's the End of the World But It's a Beautiful Day
It's the End of the World But It's a Beautiful Day es el sexto álbum de estudio de la banda 30 Seconds to Mars, lanzado el 15 de septiembre de 2023, a través de Concord. Es el primer álbum tras su debut sin el guitarrista Tomo Miličević, que dejó la banda en junio de 2018.

## Antecedentes
Sentándose para NME en noviembre de 2021, Leto reveló que habían escrito 200 pistas para su próximo disco. Gran parte del material se inspiró en la música electrónica de los años 70 y 80. Explicó que la banda aprovechó su tiempo encerrado. En ese momento, en 2021, Jared dijo que estaban esperando "la oportunidad adecuada" para lanzarlo. En otra ocasión, en marzo de 2022, Leto declaró que la banda estaba sentada sobre "dos álbumes, tal vez tres, material digno", que le llevó "uno o dos meses entrar en el ritmo de las cosas". Una vez más, señaló que el hecho de que los dos estuvieran confinados en un solo lugar era una situación única. Aproximadamente un año después, el 6 de abril de 2023, Leto anunció que se estaban "preparando" para lanzar nueva música.
La banda compartió un avance de una nueva canción titulada "Stuck" con un clip de vista previa en escala de grises de 14 segundos el 5 de mayo de 2023. La "pista poderosa y de alta energía" se lanzó como el sencillo principal el 8 de mayo de 2023, con un acompañando al video musical dirigido por el propio Jared Leto. Para Leto, la canción y el video significan "una celebración del arte, el diseño, la moda y las personas extraordinarias que les dan vida". El lanzamiento de la canción estuvo acompañado por el anuncio del álbum, el primero en más de cinco años. Estuvo disponible para pre-pedido en varias ediciones de CD y vinilo. La segunda pista del álbum, "Life Is Beautiful", fue lanzada como sencillo promocional el 9 de junio.

## Lista de canciones
| N.º | Título               | Duración |  |
| 1.  | «Stuck»              | 3:02     |  |
| 2.  | «Life Is Beautiful»  | 3:19     |  |
| 3.  | «Seasons»            | 2:46     |  |
| 4.  | «Get Up Kid»         | 2:58     |  |
| 5.  | «Love These Days»    | 3:00     |  |
| 6.  | «World on Fire»      | 3:18     |  |
| 7.  | «7:1»                | 2:45     |  |
| 8.  | «Never Not Love You» | 3:14     |  |
| 9.  | «Midnight Prayer»    | 2:34     |  |
| 10. | «Lost These Days»    | 3:05     |  |
| 11. | «Avalanche»          | 3:24     |  |

## Posicionamiento en lista
| Lista (2023)                               | Posición |
| ------------------------------------------ | -------- |
| Alemania (Offizielle Top 100)              | 16       |
| Australian Albums (ARIA)                   | 9        |
| Austria (Ö3 Austria)                       | 17       |
| Bélgica (Ultratop Flandes)                 | 98       |
| Bélgica (Ultratop Valonia)                 | 24       |
| Escocia (Scottish Albums Chart)            | 6        |
| España (PROMUSICAE)                        | 35       |
| Estados Unidos (Billboard 200)             | 76       |
| Estados Unidos (Independent Albums)        | 16       |
| Estados Unidos (Top Alternative Albums)    | 9        |
| Estados Unidos (Top Rock Albums)           | 11       |
| Francia (SNEP)                             | 34       |
| Italian Albums (FIMI)                      | 12       |
| Japanese Download Albums (Billboard Japan) | 93       |
| Polonia (ZPAV)                             | 16       |
| Portugal (AFP)                             | 25       |
| Reino Unido (UK Albums Chart)              | 20       |
| Suiza (Schweizer Hitparade)                | 7        |